# Bassas da India
Bassas da India, ponekad nazivan i Basse de Judie je jedan od otoka u Razasutim otocima. To je nenaseljeni otok u južnom Mozambičkom kanalu s površinom kopnenom površinom manjom od 1 km², te ukupnom površinom s lagunom od 80 km². Udaljen je 110 km sjeverozapadno od otoka Europa. Zona gospodarenja Francuske oko ovog atola je 123,700 km². Atol je vrlo nizak, na najvišim područjima samo 3 metra iznad razine mora. Za vrijeme plime se na mnogim dijelovima niti ne vidi kopno. Budući da je često ispod razine mora, na atolu nema vegetacije.
Otok su otkrili portugalski istraživači u 16. stoljeću. Od 1897. otokom upravlja Francuska, od 1968. njime upravlja francuski predstavnik na Reunionu. Od 2005. za otok je zadužen prefekt TAAF-a.

## Vanjske poveznice
|  | Zajednički poslužitelj sadrži atlas Bassas da India |

|  | Portal Francuske – Pristup člancima s tematikom o Francuskoj. |